# HyperTransport

Логотип шины HyperTransport

HyperTransport (ранее известная как Lightning Data Transport (LDT)) — двунаправленная последовательно-параллельная компьютерная шина с высокой пропускной способностью и малыми задержками. Для разработки и продвижения данной шины был образован консорциум HyperTransport Technology. Технология используется:
- компаниями AMD и Transmeta в x86-процессорах;
- PMC-Sierra, Broadcom и Raza Microelectronics — в процессорах AMD, MIPS;
- nVidia, VIA, SiS, ULi/ALi, Apple Computer и HP — в наборах системной логики для ПК;
- HP, Sun Microsystems, IBM и iWill — в серверах;
- Cray, Newisys и PathScale — в суперкомпьютерах;
- компанией Cisco — в маршрутизаторах.

## Обзор шины
HyperTransport работает на частотах от 200 МГц до 3,2 ГГц (у шины PCI — 33 и 66 МГц). Кроме того, она использует DDR, что означает, что данные посылаются как по фронту, так и по срезу сигнала синхронизации, что позволяет осуществлять до 5200 миллионов посылок в секунду при частоте сигнала синхронизации 2,6 ГГц; частота сигнала синхронизации настраивается автоматически.
HyperTransport поддерживает автоматическое определение ширины шины от 2 до 32 бит. Полноразмерная полноскоростная 32-битная шина в двунаправленном режиме способна обеспечить пропускную способность до 51 200 Мбайт/с = 2 (DDR) × 2 × 32/8 (байт) × 3200 (МГц) (максимум в одном направлении — 25 600 Мбайт/с), являясь, таким образом, самой быстрой шиной среди себе подобных. Шина может быть использована как в подсистемах с высокими требованиями к пропускной способности (оперативная память и ЦПУ), так и в подсистемах с низкими требованиями (периферийные устройства). Данная технология также способна обеспечить низкие задержки для других применений в других подсистемах.
Шина HyperTransport основана на передаче пакетов. Каждый пакет состоит из 32-разрядных слов, вне зависимости от физической ширины шины (количества информационных линий). Первое слово в пакете — всегда управляющее слово. Если пакет содержит адрес, то последние 8 бит управляющего слова сцеплены со следующим 32-битным словом, в результате образуя 40-битный адрес. Шина поддерживает 64-разрядную адресацию — в этом случае пакет начинается со специального 32-разрядного управляющего слова, указывающего на 64-разрядную адресацию, и содержащего разряды адреса с 40 по 63 (разряды адреса нумеруются начиная с 0). Остальные 32-битные слова пакета содержат непосредственно передаваемые данные. Данные всегда передаются 32-битными словами, вне зависимости от их реальной длины (например, в ответ на запрос на чтение одного байта по шине будет передан пакет, содержащий 32 бита данных и флагом-признаком того, что значимыми из этих 32 бит являются только 8).
Пакеты HyperTransport передаются по шине последовательно. Увеличение пропускной способности влечёт за собой увеличение ширины шины. HyperTransport может использоваться для передачи служебных сообщений системы, для передачи прерываний, для конфигурирования устройств, подключённых к шине, и для передачи данных.
Операция записи на шине бывает двух видов — posted и non-posted. Posted-операция записи заключается в передаче единственного пакета, содержащего адрес, по которому необходимо произвести запись, и данные. Эта операция обычно используется для обмена данными с высокоскоростными устройствами, например, для DMA-передачи. Non-posted операция записи состоит из посылки двух пакетов: устройство, инициирующее операцию записи, посылает устройству-адресату пакет, содержащий адрес и данные. Устройство-адресат, получив такой пакет, проводит операцию записи и отсылает устройству-инициатору пакет, содержащий информацию о том, успешно ли произведена запись. Таким образом, posted-запись позволяет получить максимальную скорость передачи данных (нет затрат на пересылку пакета-подтверждения), а non-posted-запись позволяет обеспечить надёжную передачу данных (приход пакета-подтверждения гарантирует, что данные дошли до адресата).
Шина HyperTransport поддерживает технологии энергосбережения, а именно ACPI. Это значит, что при изменении состояния процессора (C-state) на энергосберегающее изменяется также и состояние устройств (D-state). Например, при отключении процессора жёсткие диски также отключаются.
Электрический интерфейс HyperTransport/LDT — низковольтные дифференциальные сигналы с напряжением 1,2 В.

## Версии HyperTransport
| Версия | Год  | Максимальная частота | Максимальная ширина | Пиковая пропускная способность (в оба направления) |
| ------ | ---- | -------------------- | ------------------- | -------------------------------------------------- |
| 1.0    | 2001 | 800 МГц              | 32 бит              | 12,8 Гбайт/c                                       |
| 1.1    | 2002 | 800 МГц              | 32 бит              | 12,8 Гбайт/c                                       |
| 2.0    | 2004 | 1,4 ГГц              | 32 бит              | 22,4 Гбайт/c                                       |
| 3.0    | 2006 | 2,6 ГГц              | 32 бит              | 41,6 Гбайт/c                                       |
| 3.1    | 2008 | 3,2 ГГц              | 32 бит              | 51,2 Гбайт/c                                       |

## Применение HyperTransport

### Замена шины процессора
Шина HyperTransport нашла широкое применение, в основном, в качестве замены шины процессора. Для примера, к процессору Pentium нельзя напрямую подключать устройства с шиной PCI, так как этот процессор использует свою специализированную шину (которая может быть различной у разных поколений процессоров). Для подключения дополнительных устройств (например, с шиной PCI) в таких системах необходимы дополнительные устройства для сопряжения шины процессора с шиной периферийных устройств (мосты). Данные адаптеры обычно включают в специализированные наборы системной логики, называемые северный мост и южный мост.
Процессоры разных производителей могут использовать разные шины, а значит, для них нужны разные мосты для соединения шины процессора с периферийными шинами. Компьютеры, использующие шину HyperTransport, более универсальны и просты, а также более производительны. Однажды разработанный мост PCI-HyperTransport позволяет взаимодействовать любому процессору, поддерживающему шину HyperTransport, и любому устройству шины PCI. Например, чипсет NVIDIA nForce использует шину HyperTransport для соединения между северным и южным мостами.

### Межпроцессорная шина
Другое применение HyperTransport — шина NUMA многопроцессорных компьютеров. AMD использует HyperTransport как часть проприетарной архитектуры Direct Connect Architecture в своей линейке процессоров Opteron, Athlon 64 и Phenom. Технология шинного соединения Horus компании Newisys расширяет концепцию до уровня кластерных систем.

### Применение в маршрутизаторах и коммутаторах
HyperTransport также может быть использована в маршрутизаторах и коммутаторах. Коммутаторы и маршрутизаторы могут иметь множество портов, данные между которыми должны передаваться как можно быстрее. Например, 4-портовый 100-Мбит/с Ethernet-коммутатор нуждается во внутренней шине с пропускной способностью не менее 800 Мбит/с (100 Мбит/с × 4 порта × 2 направления). Пропускная способность шины HyperTransport значительно превосходит 800 Мбит/с, что позволяет применить её для построения такого коммутатора.

### HTX и сопроцессорные соединения
Недостаточная пропускная способность шины, соединяющей ЦПУ и сопроцессор, часто является причиной головной боли у разработчиков компьютерных систем. Характеристики HyperTransport позволяют использовать её для данного применения, был разработан разъём для подключения сопроцессоров по шине HyperTransport, получивший название HTX (англ. HyperTransport eXpansion), и использующий разъём, механически совместимый с тем, который используется для подключения устройств 16x PCI Express. Использование разъёма HTX позволяет установленной в него карте расширения напрямую обмениваться данными с ЦПУ, а также осуществлять DMA-сеансы доступа к системной ОЗУ. Вскоре и сопроцессоры, основанные на ПЛИС, получат интерфейс HyperTransport и, таким образом, возможность простой интеграции с материнской платой. Современное поколение ПЛИС от основных производителей (Altera и Xilinx) могут получить прямую поддержку интерфейса HyperTransport уже в ближайшее время.

### Консорциум HyperTransport
В консорциум HyperTransport входят такие компании, как Advanced Micro Devices (AMD), Alliance Semiconductor, Apple Computer, Broadcom Corporation, Cisco Systems, NVIDIA, PMC-Sierra, Sun Microsystems, а также Transmeta. Он управляет спецификациями HyperTransport, проводит новые разработки и продвижение стандарта. На 2005 год Дэвид Рич (David Rich) из AMD являлся президентом консорциума, Марио Савали (Mario Cavalli) — генеральным менеджером, Брайен Холден (Brian Holden) из PMC-Sierra одновременно являлся вице-президентом и возглавлял группу технических разработок, а Гарри Хиршман (Harry Hirschman) из PathScale возглавлял маркетинговую группу.

## Реализации
- OpenCores ht_tunnel (под лицензией MPL)
- ATI Radeon Xpress 200 для процессоров AMD
- NVIDIA nForceProfessional MCPs
- Системный контроллер ServerWorks HT-2000
- Шина HyperTransport использовалась в компьютерах фирмы Apple с процессором PowerPC G5